# Выжить в игре (фильм, 2021)
«Выжить в игре» (англ. Survive the Game) — американский боевик режиссёра Джеймса Каллена Брэссака В США фильм вышел 8 октября 2021 года в ограниченном прокате. В России фильм вышел в онлайн-кинотеатрах 20 апреля 2022 года.
Исполнитель главной роли Брюс Уиллис был номинирован за свою игру в этом фильме, как и за все фильмы, в которых он появлялся за 2021 год, в категории «Худшая игра Брюса Уиллиса в фильме 2021 года» премии «Золотая малина». Ангтинаграда была позже отменена после того, как выяснилось об уходе Уиллиса из актёрской профессии из-за афазии.

## Сюжет
Когда Дэвид, полицейский, получает ранение во время неудачной операции с наркотиками, его напарник Кэл преследует двух преступников на отдалённой ферме принадлежащей Эрику, проблемному ветерану. Пока Кэл и Эрик планируют свою защиту, прибывает ещё больше членов банды вместе с раненым Дэвидом. Оказавшись в меньшинстве, трое мужчин теперь должны использовать хитрость, смекалку и меткость, чтобы уничтожить банду наркоторговцев.

## В ролях
- Чад Майкл Мюррей — Эрик
- Брюс Уиллис — детектив Дэвид Уотсон
- Свен Теммел — Кэл
- Майкл Сироу — Фрэнк
- Кейт Кацман — Вайолет
- Зак Уорд — Микки Джин
- Донна Д’Эррико — Карли
- Райан Принц — Эндрю
- Сара Ремер — Ханна
- Шон Кэнан — Эд